# 8-я стрелковая дивизия (2-го формирования)
8-я стрелковая дивизия — воинское соединение Вооруженных сил СССР в Великой Отечественной войне.

## История дивизии
Сформирована 2 июля 1941 года в Краснопресненском районе Москве, как 8-я Краснопресненская стрелковая дивизия народного ополчения. 24 августа 1941 года переименована в 8-ю стрелковую дивизию.
В действующей армии с 4 августа 1941 года по 30 ноября 1941 года.
Приказом командующего МВО от 9 июля 1941 года все дивизии народного ополчения были выведены из Москвы в лагеря. С 10 июля 1941 года полки дивизии разместились в лесу в районе Николо-Урюпина и Бузланова. В конце июля дивизия занята на строительстве оборонительных рубежей Можайской линии обороны. C 4 августа 1941 года заняла позиции на Ржевско-Вяземской линии обороны, с 30 августа 1941 года на позициях, оборудованных на восточном берегу Днепра.
К октябрю, в связи с началом операции «Тайфун» переведена восточнее Ельни. Вступила в бой 4 октября 1941 года. 5 октября 1941 года потеряла более половины личного состава, а 6 октября была отрезана от основных сил.
Часть оставшихся в живых бойцов пополнила партизанские отряды, часть вышла к своим. Фактически как регулярное воинское формирование была уничтожена 6-7 октября 1941 года.
30 ноября 1941 года официально расформирована.

## Подчинение
| Дата                 | Фронт (округ)            | Армия      | Корпус (группа) | Примечания |
| -------------------- | ------------------------ | ---------- | --------------- | ---------- |
| 10 июля 1941 года    | Московский военный округ |            |                 |            |
| 1 августа 1941 года  | Резервный фронт          | 32-я армия |                 |            |
| 1 сентября 1941 года | Резервный фронт          | 32-я армия |                 |            |
| 1 октября 1941 года  | Резервный фронт          | 32-я армия |                 |            |

## Состав
Как 8-я Краснопресненская стрелковая дивизия народного ополчения:
- 22-й стрелковый полк
- 23-й стрелковый полк
- 24-й стрелковый полк
- 8-й запасной стрелковый полк
- отдельная бронетанковая рота
- отдельный артиллерийский дивизион 45-миллиметровых орудий
- отдельный артиллерийский дивизион 76-миллиметровых орудий
- сапёрная рота
- отдельная рота связи
- медико-санитарный батальон

Как 8-я стрелковая дивизия
- 1299-й стрелковый полк
- 1301-й стрелковый полк
- 1303-й стрелковый полк
- 975-й артиллерийский полк
- 699-й отдельный зенитный артиллерийский дивизион
- 477-я разведывательная рота
- 863-й отдельный батальон связи
- 497-й медико-санитарный батальон
- 336-я отдельная рота химический защиты
- 309-я автотранспортная рота
- 266-я полевая хлебопекарня

## Командиры
- 2 июля 1941 года — комбриг Скрипников, Даниил Прокофьевич

## Газета
Выходила газета «Месть народа». Редактор — майор Данилов Владимир Федорович (1907-?)